# جيمس إف. نيل
جيمس إف. نيل (بالإنجليزية: James F. Neal)‏ هو محامي أمريكي، ولد في 7 سبتمبر 1929 في Oak Grove, Sumner County, Tennessee ‏ في الولايات المتحدة، وتوفي في 21 أكتوبر 2010 بسبب سرطان المريء.

## وصلات خارجية
- جيمس إف. نيل على موقع IMDb (الإنجليزية)